# Dekorativ konst

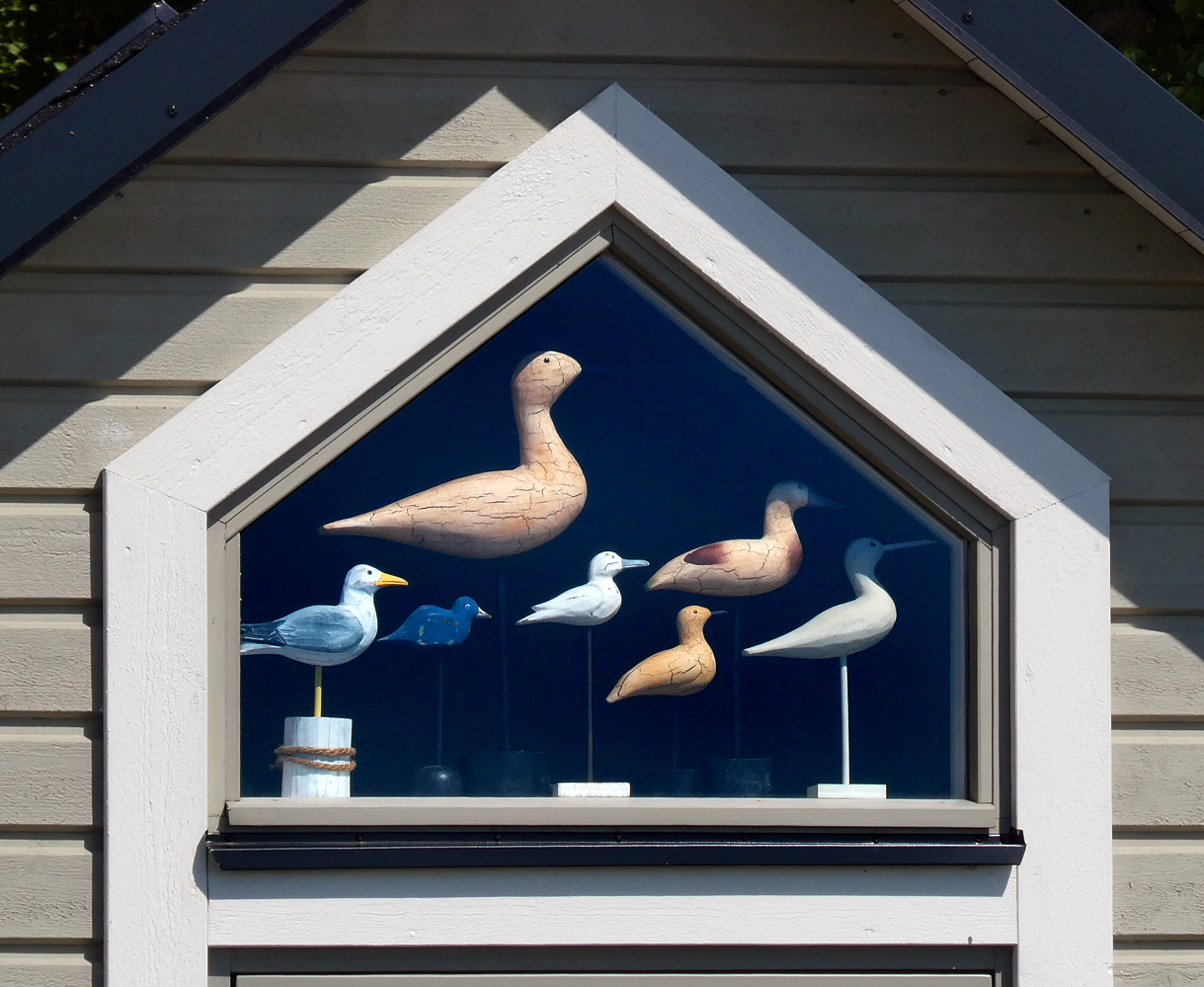
Skulpterade fåglar i trä är ett exempel på dekorativ konst, här i ett fönster i en badhytt vid Ystad Saltsjöbad 2020.

Dekorativ konst är måleri, skulptur eller konsthantverk som har en underordnad och prydande roll gentemot omgivande arkitektur och inredning. Den kan även ha producerats utan expressiva eller djupare avsedda estetiska ambitioner.
Ibland avses med termen även fristående konsthantverk, industriellt producerade föremål, eller offentlig konst i allmänhet.